# 崔麟 (萬曆進士)
崔麟（1584年—？），號振趾，河南南阳府裕州人，民籍，明朝政治人物。

## 生平
萬曆甲申四月十二日生。万历三十七年（1609年）己酉科河南乡试第五十六名举人，四十一年（1613年）癸丑科三甲二百四十四名進士。兵部觀政。